# Dhanbari
Dhanbari è un sottodistretto (upazila) del Bangladesh situato nel distretto di Tangail, divisione di Dacca. Si estende su una superficie di 130,50 km² e conta una popolazione di 203.284 abitanti (dato censimento 1991).